# エドウィン・レイトン
エドウィン・トーマス・レイトン（Edwin Thomas Layton,1903年4月7日 - 1984年）は、アメリカ合衆国の海軍軍人である。最終階級は少将。第二次世界大戦中アメリカ太平洋艦隊の情報主任参謀として司令長官チェスター・ニミッツを補佐した人物。

## 生涯

### 初期の経歴
レイトンは1903年4月7日にアメリカ合衆国イリノイ州で、父ジョージ・エドウィン・レイトン (George Edwin Layton) と母メアリー・レイトン (Mary C. Layton) の次男として生まれる。少年の時、祖父にミシシッピ川の遊覧船に乗った事と、ウェストポイント（アメリカ陸軍士官学校）への受験勉強をしている兄へのライバル意識からアナポリス（アメリカ海軍兵学校）への入学を志し、父の友人の下院議員の推薦を得て1920年に受験をする。一度は体重不足で不合格となるが、バナナを12本食べた上で再検査を受け、幸いにも合格した。

### 第二次世界大戦までの軍歴
1924年に卒業して少尉になると戦艦「ウェストバージニア (BB-48)」乗り組みとなる。1925年1月にサンフランシスコで日本海軍の練習艦隊を迎える際案内役を拝命。その時、日本海軍の候補生がみな流暢に英語を話すのに自分達案内役で日本語を話せる者が誰も居ない事に感銘と衝撃を受け、海軍省に日本語習得の希望を出す。中尉昇進後1929年8月に3名の日本語研修生の1人として来日、この時共に日本に向かった研修生のメンバーに、後にミッドウェー島に侵攻する日本海軍の暗号を解読したジョセフ・J・ロシュフォートがいた。初め東京で学んでいたが、基礎を理解するとアメリカ人のいない田舎が良いと思い、大分県別府に移住した。別府湾は当時艦隊休養港で10隻以上の艦艇が出入りしており、ここで日本艦隊の行動パターンを把握すると同時に、日本海軍士官に混じって芸者遊びを覚える。
1932年9月に帰国予定であったが、急遽北京のアメリカ公使館付海軍武官補の辞令を受領。この時張学良とポーカーをした事がある。
1933年2月に帰国すると海軍情報部勤務となり、戦略爆撃用の日本本土の電力供給網調査に従事。後に通信部通信保全課(OP-20-G)勤務となる。
夏には戦艦「ペンシルベニア (BB-38)」の砲術分隊長になり、1936年には海軍通信部通信保全科翻訳班 (OP-20-GZ) 班長に就任。日本海軍の戦艦「長門」の改装後試験航海報告を傍受し、同艦の最高速が26ノット弱である事を掴むと戦争計画部長ロイヤル・E・インガソル大佐に報告、当時24ノットで計画されていた新造戦艦の最高速が27ノットに引き上げられた。こうして生まれたのがノースカロライナ級戦艦である。
1937年に大尉となると駐日米大使館海軍武官補として2度目の来日を果たすとパナイ号事件の業務に従事。この時、海軍次官・山本五十六中将と出会っており、歌舞伎座へ行ったりブリッジをやったりするなどの親交があったが、タンカー「剣崎」（後の空母「祥鳳」）と「高崎」（後の空母「瑞鳳」）の建造期間が長い事について尋ねた所軽くいなされたという。夏には神奈川県葉山の別荘で過ごす傍ら横須賀海軍基地で試験飛行中の飛行機を間近で見ていた。
1939年に帰国後、掃海艇「ボッグス (AG-19)」の艇長になる。

### 第二次世界大戦
1940年12月に少佐だったレイトンは太平洋艦隊情報主任参謀に就任、後に中佐に昇進。開戦直前の1941年12月6日、アジア艦隊司令長官トーマス・C・ハート大将から「カムラン湾南方に多数の艦艇が見られ一部はタイに向かっている模様」という電報が太平洋艦隊司令長官兼合衆国艦隊司令長官ハズバンド・キンメル大将に届くと、「日本が合衆国を襲うなどありえない」という楽観的見解を示すウィリアム・パイ中将を尻目に、「日本軍の目的地はもっと南方の蘭印油田地帯」「日本軍がわき腹となるフィリピンを無視して進軍するなどあり得ない、明日にでも日米戦争になる」とキンメルに警告した。
真珠湾攻撃によりキンメルが更迭され、チェスター・ニミッツが太平洋艦隊司令長官に着任すると、真珠湾攻撃による大被害を防げなかったことで、自分の情報分野でのキャリアが絶たれたと考えていたレイトンは、戦闘指揮官として海軍士官としてのキャリアを立て直すべく、駆逐艦の艦長に転出したいとニミッツに申し出た。しかし、ニミッツから「君は駆逐艦長より、ここにいた方が日本人〔ジャップ〕をたくさん殺せていいだろう」（〔〕内は、出典に付された振り仮名）と慰留され、現職に留まった。
レイトンはニミッツの期待に応え、米海軍のハワイにおける通信諜報（暗号解読など）を担う「戦闘情報班（HYPO、ハイポと呼ばれた）」の班長であるジョセフ・ロシュフォート海軍少佐を指揮し、珊瑚海海戦やミッドウェー海戦において、日本海軍の行動を的確に予測する武功を挙げた。

### 戦後〜晩年
1945年8月30日にニミッツがウィリアム・ハルゼー提督と横須賀港に上陸した際に随行。この時、日本人のテロを警戒してコルト・ガバメント拳銃を常に携帯していたという。9月2日の戦艦「ミズーリ号」での降伏文書調印式にも参加した。
1948年に海軍情報学校校長、1950年に太平洋艦隊情報参謀と太平洋軍情報部長を兼任。1953年に少将に昇進すると統合参謀本部情報部、1956年に太平洋軍情報部長、1958年に海軍情報学校長を歴任し、1959年に退役。
1984年に死去、81歳。
現在アメリカ海軍の軍艦名には使われていないが、1971年に米海軍大学に設置された軍事情報講座名は彼にちなんで命名された。